# Anoectochilus brevilabris
Anoectochilus brevilabris es una especie de orquídea perteneciente a la familia  Orchidaceae.

## Descripción
Es una orquídea de tamaño pequeño, que prefiere el clima cálido con un hábito epifita  con una roseta suelta de hojas subcordadas a ampliamente elípticas, agudas, aterciopeladas, de color marrón en la base  reticulada   que son de color verde mate rojo en la parte inferior y florece en el verano hasta mediados de otoño en una inflorescencia larga, terminal, pubescente de 18 cm con varias a muchas flores.

## Distribución
Se encuentra en la cordillera del Himalaya oriental y Assam en  India en elevaciones de 900 a 1500 metros. 

## Taxonomía
Anoectochilus brevilabris fue descrita por John Lindley y publicado en The Genera and Species of Orchidaceous Plants 449. 1840.
Etimología
Anoectochilus (abreviado Anct.): nombre genérico que procede del griego:  ἀνοικτός "aniktos" = "abierto" y de χεῖλος "cheilos" = "labio", en referencia al aspecto amplio del labelo debido a una doblez de la flor que dirige la parte del labelo hacia abajo.
brevilabris: epíteto latino que significa "con labelo corto".
Sinonimia
- Anoectochilus griffithii Hook.f.
- Dossinia marmarata Lindl.[3][4]